# Сона (Карагандинская область)
Сона (каз. Сона) — село в Актогайском районе Карагандинской области Казахстана. Входит в состав аульного округа Шабанбай. Код КАТО — 353677500.

## Население
В 1999 году население села составляло 74 человека (39 мужчин и 35 женщин). По данным переписи 2009 года, в селе проживало 106 человек (66 мужчин и 40 женщин).